# Marquesado de Villafuerte (1683)

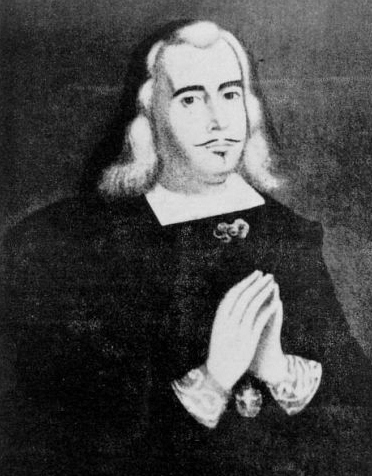
Juan de Urdanegui y López de Inoso, I marqués de Villafuerte.

El Marquesado de Villafuerte es un título nobiliario concedido a finales del siglo XVII a una familia de origen vasco, establecida en Lima, dedicada al comercio y dueña de grandes haciendas, cuyos miembros han ocupado altos cargos políticos y militares. No debe confundírsele con otros marquesados del mismo nombre, concedidos a Francisco de Molina y Lugo Llarena y Carrasco, Capitán de Infantería y Caballero de la Orden de Calatrava (1680) y a Alonso de Madariaga y Fernández Marmolejo Maestre de Campo, Gobernador de Jaca y Sanlúcar, Caballero de Alcántara e hijo de los Marqueses de Torres de Pressa (1707). 

## Marqueses de Villafuerte
- I: Juan de Urdanegui y López de Inoso (Vizcaya, 1619-Lima, 1682), marquesado concedido a título póstumo, general de la Armada del Sur, alcalde ordinario de Lima y alguacil mayor del Tribunal de la Inquisición.

1. Casó en 1688 con Constanza de Oviedo y Recalde. Posteriormente jesuita.

- II: José Félix de Urdanegui y Oviedo Luján (Lima, 1677-1702), capitán de caballos y alguacil mayor del Tribunal de la Inquisición.

1. Casó con Ana Antonia Delgadillo Sotomayor y Bolívar

- III: Constanza Cayetana de Urdanegui y Delgadillo (Lima, 1711-?)

1. Casó con Baltasar Francisco de Castro Isásaga

- IV: Ana Nicolasa de Castro y Urdanegui (Lima, 1717-?)

1. Casó en 1735 con Lorenzo Antonio de la Puente y Larrea

- V: Lorenzo de la Puente y Castro (Lima, 1742-1813)

1. Casó en 1770 con Micaela de Querejazu y Santiago Concha, le sucedió

- VI: Manuel de la Puente y Querejazu (Lima, 1780-1839), alcalde de segundo voto de Lima (1817) y firmante de la Declaración de Independencia.

1. Casó en 1812 con Petronila Arias de Saavedra y Bravo de Lagunas, hija del I conde de Casa Saavedra, de quien tuvo descendencia.

Rehabilitado en 1876 por la nieta del VI marqués
- VII: Juana de la Puente y del Risco, II condesa de Casa Saavedra (Lima, ¿?)

1. Casó en 1860 con Juan Mariano de Goyeneche y Gamio, III Conde de Guaqui, grande de España, le sucedió

- VIII: José Manuel de Goyeneche y de la Puente, IV conde de Guaqui, G.E., VII marqués de Corpa, III conde de Casa Saavedra.

1. Casó con María del Pilar San Gil y Otal , IV condesa de Ruiz de Castilla. Le sucedió su hijo

- IX: Juan de Goyeneche y San Gil, V conde de Guaqui, G.E., V conde de Ruiz de Castilla, VIII marqués de Corpa, VI marqués de Artasona, IV conde de Casa Saavedra

1. Casó con Carmen Moreno y Torres. Le sucedió su hijo

- X: Alfredo de Goyeneche y Moreno, VI conde de Guaqui, G.E., V conde de Casa Saavedra.

1. Casó con Cristina Marsans Astoreca. Le sucedió su hijo

- XI: Javier de Goyeneche y Marsans, VII conde de Guaqui, G.E., marqués de Artasona, VI conde de Casa Saavedra, diputado del Consejo de la Grandeza de España. Actual titular.

1. Casó con Macarena Rey y tienen 2 hijos: Alfredo y Álvaro.